# Debub Achefer
Debub Achefer (ou Sud Achefer) est un woreda de la zone Mirab Godjam de la région Amhara, au nord-ouest de l'Éthiopie. Ce woreda a 136 508 habitants en 2007. Son centre administratif est Durbete.

## Situation
Situé au nord-ouest de la zone Mirab Godjam, Debub Achefer est bordé au sud et à l'ouest par la zone Agew Awi, au nord par le woreda Semien Achefer et à l'est par La rivière Gilgel Abay qui le sépare du woreda Mecha.
|                      | Semien Achefer     |       |
| Jawi (en) (Agew Awi) | Debub Achefer      | Mecha |
|                      | Dangila (Agew Awi) |       |

Son centre administratif, Durbete, est desservi par la route Addis-Abeba-Bahir Dar (A3) à moins de 20 km de Dangila, et est à environ 2 000 m d'altitude. 

## Histoire
Debub Achefer est issu de la subdivision en 2007 de l'ancien woreda Achefer.

## Démographie
D'après le recensement national de 2007 réalisé par l'Agence centrale de statistique d'Éthiopie, le woreda compte une population totale de 136 508 habitants et 8,6 % de la population est urbaine,. La plupart des habitants (99 %) sont orthodoxes et 1 % sont musulmans.
La population urbaine correspond aux 11 776 habitants de Durbete.
Avec une superficie de 1 103 km2[réf. souhaitée], le woreda a en 2007 une densité de population de 124 personnes par km2.
Début 2022, la population du woreda est estimée, par projection des taux de 2007, à 299 411 habitants.